# Miguel I de Dóclea
Miguel I de Dóclea (em sérvio: Михаило I Војислављевић; romaniz.: Mihailo Vojislavljević) foi um grão-príncipe (knez) de Dóclea entre 1050 e 1081. Ele se distanciou dos bizantinos e buscou melhorar as relações de seu país com o ocidente. Em 1077, ele foi reconhecido como "rei" pelo controverso papa Gregório VII logo depois do Grande Cisma de 1054. Miguel sucedeu ao pai como "Príncipe dos sérvios", um título que significava que ele era o líder supremo entre os sérvios.

## Reinado
Com a morte de Estêvão Vojislau, o governo foi dividido entre seus cinco filhos. Goislau recebeu a Travúnia e reinou por um curto período até ser assassinado pelos nobres locais, que colocaram Domaneco em seu lugar. Miguel expulsou Domaneco e o substituiu por Saganeco, mas ele retornou e expulsou-o. Miguel então ofereceu a Travúnia a Radoslau, que recusou temendo perder Zupania de Lusca (futuro Principado de Zeta). para Miguel, em quem ele provavelmente não confiava.
O Império Bizantino, com o intuito de aproveitar a morte de Estêvão, preparou uma ofensiva para desestabilizar a Dóclea. Nesta época, os quatro irmãos ainda vivos finalmente entraram num acordo e firmaram uma aliança contra os bizantinos, o mais antigo tratado na história sérvia. Depois disso, Radoslau atacou a Travúnia e matou Domaneco. Logo em seguida, a mãe dos irmãos, que era quem mantinha a tênue estabilidade entre eles, faleceu e Miguel foi feito knez de Dóclea - ou "Triballorum ac Serborum principatum", nas palavras de Cedreno - em 1046.
Mesmo sem nenhuma ameaça iminente, Miguel procurou reforçar suas relações com os bizantinos e, em 1050, conseguiu o título cortesão de protoespatário e casou-se com uma sobrinha de Constantino IX Monômaco, o que pode significar um reconhecimento formal da autoridade de Constantinopla. Porém, o efeito prático foi uma paz que durou vinte anos, uma época de muita prosperidade em seu país.

## Revolta na Macedônia
A situação começou a mudar depois de 1071, o mesmo ano da catástrofe bizantina na Ásia, a Batalha de Manzicerta, e também da conquista normanda do sul da Itália.
No ano seguinte, os nobres búlgaros em Escópia (Skopje) se levantaram em revolta contra o jugo bizantino sob a liderança de Jorge, o Boitaco, o exarca da cidade. Os líderes rebeldes (precontes) pediram a ajuda de Miguel I e, em troca, ofereceram a coroa búlgara a um de seus filhos, que eram da Casa dos cometópulos. No outono, Miguel I enviou Constantino Bodino com 300 cavaleiros, que chegaram em Prizren e se encontraram com Boitaco e seus aliados. Ali mesmo ele foi coroado "imperador dos búlgaros" e assumiu o nome de "Pedro III", relembrando o imperador-santo Pedro I (m. 970) e de Pedro II Deliano (que liderou a primeira grande revolta contra os bizantinos em 1040-1041). Apesar do sucesso inicial, Bodino acabou sendo capturado. Quando Miguel soube, enviou o general bizantino Longobardópulo, que era seu prisioneiro e que havia se casado com uma de suas filhas, para resgatá-lo. Longobardópulo, porém, desertou para os bizantinos.
A ajuda a Jorge Voiteh acabou alienando Miguel de seus antigos aliados.

## Vassalo do papa e inimigo dos bizantinos
Depois da revolta, Miguel começou a buscar apoio no ocidente, mais especificamente com o papa. Este movimento foi resultado não somente de seu conflito com os bizantinos, mas também de um desejo de criar uma arquidiocese em seu reino e também de conseguir o título real. Logo depois do Grande Cisma de 1054, o papa Gregório VII passou a conceder títulos reais aos governantes da fronteira bizantina e Miguel recebeu a coroa em 1077. Daí em diante, a Dóclea passou a ser um reino, uma situação que perdurou até o século seguinte.
Não se sabe se seus irmãos aceitaram-no como monarca supremo ou se Miguel forçou-os a aceitá-lo. Daí em diante, Miguel passou a ser o monarca de toda a Dóclea e é possível que seus irmãos tenham recebido, no máximo, apanágios.

## Anos finais
Tendo firmado alianças com os normandos através do casamento de Bodino, Miguel morreu em 1081 depois de reinar por 30 anos.

## Família
Miguel teve sete filhos, dos quais quatro são conhecidos:
- Vladimir
- Constantino Bodino (Pedro III da Bulgária)
- Dobroslau II
- Petrislau